# Stockyard-Gully-Nationalpark
Der Stockyard-Gully-Nationalpark (englisch: Stockyard Gully National Park) befindet sich 250 Kilometer nördlich von Perth, 24 Kilometer westlich von Eneabba und 14 Kilometer östlich von Leeman in Western Australia. Der etwa 150 km² große Nationalpark zeichnet sich durch mehrere Höhlen im Kalkstein aus.

## Name
Bis in die Mitte der 1900er Jahre querte eine Route für Rinder das Gebiet, die von der Champion Bay bei Geraldton bis zum Rindermarkt in Guildford getrieben wurden. Die Viehtreiber, die in Australien Stockman genannt werden, fanden in dem heutigen Nationalpark Wasser und Futter für ihr Vieh. In der Nähe der Höhlen mit den Wasserquellen schlugen sie ihre Nachtlager auf. Der Ort wurde Stockyard Gully genannt.

## Geographie
Der Nationalpark ist von Gebüschen und Banksien bewachsen. In der Nähe von Wasserlöchern wachsen auch Eukalypten.
Im Gelände des Parks gibt es mehrere Höhlen, die durch einen unterirdischen Wasserfluss in dem abgelagerten Kalkstein im Laufe der Zeit durch Verkarstung ausgewaschen wurden. In und vor den Höhlen haben sich auch flache Wasserlöcher gebildet. Eine 300 Meter lange Höhle, die Stockyard Gully Cave (auch Stockyard Tunnel genannt), ist öffentlich zugänglich. Die Stockyard Cave mit 800 Meter Länge ist aus Sicherheitsgründen für Touristen gesperrt. Einige der Höhlen sind zusammengebrochen und als solche nicht mehr leicht erkennbar.

## Tourismus
Der Nationalpark ist nur mit Allradfahrzeugen erreichbar. Der Weg ist ab Eneabba beschildert. In dem Nationalpark darf nicht campiert werden, und es muss eigenes Trinkwasser mitgebracht werden. Es gibt in der weiteren Umgebung mehrere Campingplätze, die außerhalb des Parks liegen.